# Текстура (кристалографія)
Текстура — переважна орієнтація кристалів у полікристалічному зразку. У матеріалах з властивостями металів може виникати при кристалізації, пластичній деформації, рекристалізації та деяких інших методах виготовлення чи обробки. Розрізняють аксіальну текстуру, площинну і повну (двокомпонентну).

## Властивості
Текстуровані полікристали володіють анізотропією і наближається за властивостями до монокристалів. У граничному випадку весь зразок може перетворитися на псевдомонокристал. Іноді існує декілька текстурованих орієнтацій, і тоді загальний вклад орієнтацій у цьому випадку більший.
Фактичний розподіл орієнтації зерен (у зразку, підданому деформації) називають текстурою деформації. Якщо такий матеріал рекристалізувати, то в ньому знову утворюється текстура. Вона може бути ідентичною до вихідної, але як правило, сильно відрізняється від неї. Така текстура називається також текстурою відпалу.
Тукстура внаслідок своєї анізотропності широко використовується для поліпшення експлуатаційних характеристик деяких матеріалів, наприклад транформаторних сталей. В інших випадках, наприклад в сталях для сильної витяжки, може бути шкідлива.

## Методи дослідження
Як правило, текстуру кристалічного матеріалу досліджують за допомогою рентгеноструктурного аналізу і мікроскопії (як оптичної, так і електронної). При рентгеноструктурному аналізі об'єктом дослідження є макротекстура, оскільки досліджується площа розміром близько квадратного сантиметра. Мікротекстуру можна дослідити методом дифракції відбитих електронів, за допомогою якої можна отримати не тільки полюсні фігури, але й інформацію про форми, розміри і положенні зерен та про їх оріентаціі.

## Опис текстури
Починаючи з 60 років XX століття текстуру описують за допомогою функції розподілу орієнтації (англ. orientation distribution function (ODF)) на основі даних отриманих за допомогою рентгеноструктурного аналізу та мікроскопії (як оптичної, так і електронної).